# Vie de Tolstoï
Vie de Tolstoï est une biographie critique de Léon Tolstoï écrite par Romain Rolland, prix Nobel de littérature de 1915, publiée pour la première fois chez Hachette en 1911, en une version revue et augmentée en 1928 à l’occasion du centenaire de la naissance de Tolstoï puis rééditée en 1978 et en 2010 aux Éditions Albin Michel,.

## Présentation
Cette biographie est d’abord un hommage de Romain Rolland à un auteur qu’il a aimé et estimé. « Cette grande âme » disait-il en l’évoquant. En trois ans, de 1885 à 1887, les grandes œuvres de Tolstoï sont traduites en français et publiées à Paris. « Jamais, s’exclame-t-il, une voix pareille à celle de Tolstoï n’avait encore retenti en Europe. »
Il va exercer alors une grande influence sur la jeune génération des intellectuels français, aussi bien pour l'originalité de ses idées que pour les fresques qu'il brosse de l'histoire russe à travers les deux œuvres maîtresses de la maturité que sont Guerre et Paix et Anna Karénine.

## Résumé

### Les débuts

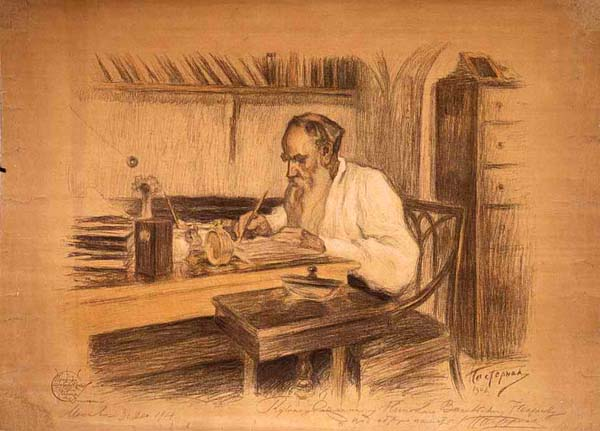
Tolstoï en 1908

Léon Tolstoï est un homme torturé qui ne s’aime pas. Déjà dans ses récits autobiographiques sur l’enfant et le jeune homme, Adolescence et surtout Jeunesse, il se dépeint souvent de façon négative, se plaignant d’avoir « le nez si large, les lèvres si grosses, les yeux si petits, d’avoir un visage sans expression, des traits... sans noblesse. ». Il se juge sévèrement : « Mon grand défaut : l’orgueil. Un amour-propre immense, sans raison », avoue-t-il dans son Journal.
Écartelé, il joue tout à tour au stoïcien quand il s’inflige des tortures physiques et à l’épicurien quand il s’adonne à la  m’avouer.[Quoi ?] « . En 1850, son rôle lui pèse et ses créanciers le harcèlent : il décide de rejoindre dans l’armée son frère Nicolas dans le Caucase. Il note dans son Journal les trois vices qui l’obsèdent : 
1) Passion du jeu – lutte possible
2) Sensualité – lutte très difficile
3) Vanité – la plus terrible de toutes
Il reste un être profondément religieux, le Caucase lui révélait « les profondeurs religieuses de son âme ». En novembre 1854, il arrive à Sébastopol en Crimée pour faire la guerre à la Turquie, écrit le premier récit de Sébastopol, une épopée sublime sur cette guerre, que les souverains goûtèrent fort dit-on. Deux autres récits suivront où l’héroïsme cédera la place à la peur des hommes et à l’horreur de la guerre. Le retour à la vie civile à Saint-Pétersbourg est difficile. Il éprouve du mépris pour ses confrères, Tourgueniev l’irrite. Ils se brouillèrent et Tolstoï mit vingt ans pour lui pardonner leur dernière dispute.

### DeGuerre et PaixàAnna Karénine
Il retourne dans son domaine à Iasnaïa Poliana s’occuper de ses paysans sans se faire beaucoup d’illusions sur la nature humaine, « sur ses faiblesses et sa cruauté. ».
En 1859, il écrit Bonheur conjugal, « c’est le miracle de l’amour » : il épouse la jeune Sophie Behrs. Ce roman « se passe dans le cœur d’une femme... Avec quelle délicatesse », s’extasie Romain Rolland. Sa jeune femme est un soutien précieux, l’aide dans son travail de création, « elle réchauffait en lui le génie créateur. » Elle lui sert de modèle pour le personnage de Natacha dans Guerre et Paix et celui de Kitty dans Anna Karénine. Cependant il semble que le modèle de Kitty fut la jeune Praskovia Sergueïevna Chtcherbatova qu'il avait connue, âgée de 17 ans alors, entourée de nombreux prétendants dans les bals de Saint-Pétersbourg, et dont il écrit à son sujet dans son Journal. C'est l'écrivain Romain Rolland (1911) qui répandit cette fausse identification de Kitty à la femme de Léon. Cela étant, c’est dans cette ambiance paisible et familiale qu’il va écrire Guerre et Paix (1864-69) puis Anna Karénine (1873-77).
Durant ces quelque douze années de sérénité conjugale, il donne ses meilleures productions. Même si pendant cette période, il est parfois pris de violentes crises d’angoisse, comme cette nuit qu’il racontera dans Les Mémoires d’un fou (en) (1883). Dans Anna Karénine, écrit Romain Rolland, Tolstoï a procédé de la même façon que pour Guerre et Paix en disposant autour d’une histoire centrale, « tragédie d’une âme que l’amour consume », les romans d’autres vies. Son intérêt réside aussi dans le portrait de Constantin Lévine qui est son incarnation. Tolstoï se projette dans son personnage, lui prête ses idées contradictoires, « son anti-libéralisme d’aristocrate paysan qui méprise les intellectuels, lui prête aussi sa vie à travers ses premières années de mariage et la mort de son frère Dimitri.

### L’éloignement

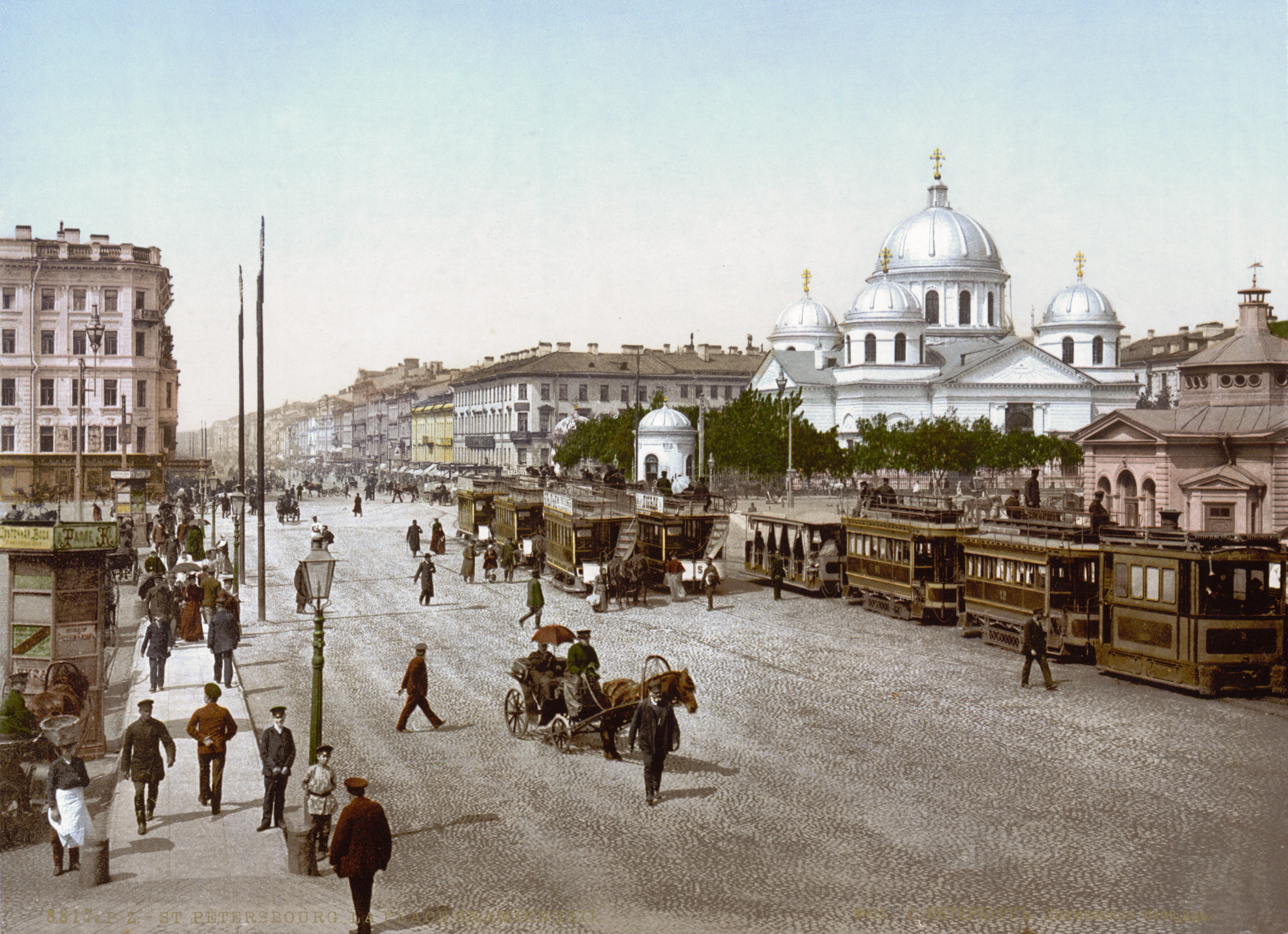
Vue de Saint-Pétersbourg.

« Je n’avais pas cinquante ans, écrit Tolstoï, j’aimais, j’étais aimé, j’avais de bons enfants, un grand domaine, la gloire, la santé, la vigueur physique et morale… Brusquement, ma vie s’arrêta. »  Les crises d’angoisse reviennent, qui le laissent dans un état de désespérance extrême, sans forces. Mais « un jour, la grâce vint… Il était sauvé. Dieu lui était apparu. »
Le mystique qu’il sera toute sa vie s’est imposé et, malgré sa condamnation du rôle de l’Église, il fait sien le message de l’Évangile. En 1882, il est à Saint-Pétersbourg pour le recensement et lui, l’aristocrate provincial, découvre la misère ouvrière de la grande ville. Il relatera cette expérience dans un essai au titre éclairant Que devons-nous faire ? (1884-86) qui rejette loin derrière lui ses tourments métaphysiques. Ce tournant de sa vie, le retour du désespoir qu’il entraîne, l’éloigne de sa femme qui supporte de plus en plus difficilement ses difficultés, sa prostration. Pourtant, ils s’aiment toujours et elle lui écrit : « J’ai senti un tel accès de tendresse pour toi ! (Tout ce) qu’il y a en toi… éclairé par une lumière de compassion pour tous, et ce regard qui va droit à l’âme… Et cela n’appartient qu’à toi seul. »
Belle preuve d’amour mais ils sont déjà trop loin l’un de l’autre pour qu’ils puissent se rejoindre.

### Sa vision de l’art et de l’artiste
Dans Que devons-nous faire ?, Tolstoï livre sa vision de l’artiste guidé par une force, un besoin intérieur, et son amour des hommes. Pour lui et dans le monde qu’il a sous les yeux, ils sont complices de l’inégalité du système actuel et de sa violence. Malgré les outrances dues à sa fougue, à ses certitudes, son essai Qu’est-ce que l’art ?, paru en 1897-98, il soutient que les savants et les artistes forment « une caste privilégiée comme les prêtres ». Pour être objectif, « pour voir clair », il faut s’en affranchir, mettre en cause ses privilèges, « se mettre dans l’état d’un enfant. » Iconoclaste, il attaque un écrivain comme Shakespeare, publiant en 1903 un essai « Sur Shakespeare et le drame ».  
Mais prévient Romain Rolland, « quand Tolstoï parle de Shakespeare, ce n’est pas de Shakespeare qu’il parle, c’est de lui-même : il expose son idéal ». Tolstoï déplore que son époque dissocie l’art décadent des privilégiés et l’art populaire. Pour lui, le grand art doit tendre à réconcilier les hommes, « combattre par l’indignation et le mépris ce qui s’oppose à la fraternité. » Il donne l’exemple en écrivant ses Quatre livres de lecture, largement diffusés dans les écoles russes et ses Premiers contes populaires.

### VersRésurrection
À partir de 1884, Tolstoï va non seulement aligner nombre d’œuvres majeures, mais aussi changer de style. Il abandonne « l’effet matériel et le réalisme minutieux » et passe à une « langue imagée, savoureuse, qui sent la terre. » Son attirance pour le peuple lui fait goûter la beauté de la langue populaire, il aime parler avec ses paysans, « enfant il avait été bercé par les récits des conteurs mendiants. » En 1877, un conteur passe par Iasnaïa Poliana, récitant des contes dont deux deviendront sous sa plume De quoi vivent les hommes ? et Les Trois vieillards (1881 et 1884).
Il écrit un drame La Puissance des ténèbres où, nous dit Romain Rolland, « les caractères et l’action sont posés avec aisance ».
La Mort d'Ivan Ilitch est l’histoire d’un Européen moyen de cette époque, un homme « vide de religion, d’idéal et presque de pensée, absorbé par sa fonction, dans sa vie machinale jusqu’à l’heure de sa mort où il s’aperçoit avec effroi qu’il n’a pas vécu. » Il découvre le mensonge qui l’environne, pleure son isolement et l’égoïsme des hommes. Sa vie aussi n’a été qu’un mensonge qu’il veut réparer avant qu’il ne soit trop tard. Petit rayon de soleil juste avant la fin.
La Sonate à Kreutzer est la confession d’une brute, un meurtrier taraudé par la jalousie. C’est une œuvre noire où il fustige l’hypocrisie, son héros Posdnichev s’élève contre l’amour et le mariage. Dans sa postface à La Sonate à Kreutzer, Tolstoï écrira : « Je ne prévoyais pas du tout qu’une logique rigoureuse me conduirait où je suis venu. »

### Les années 1900

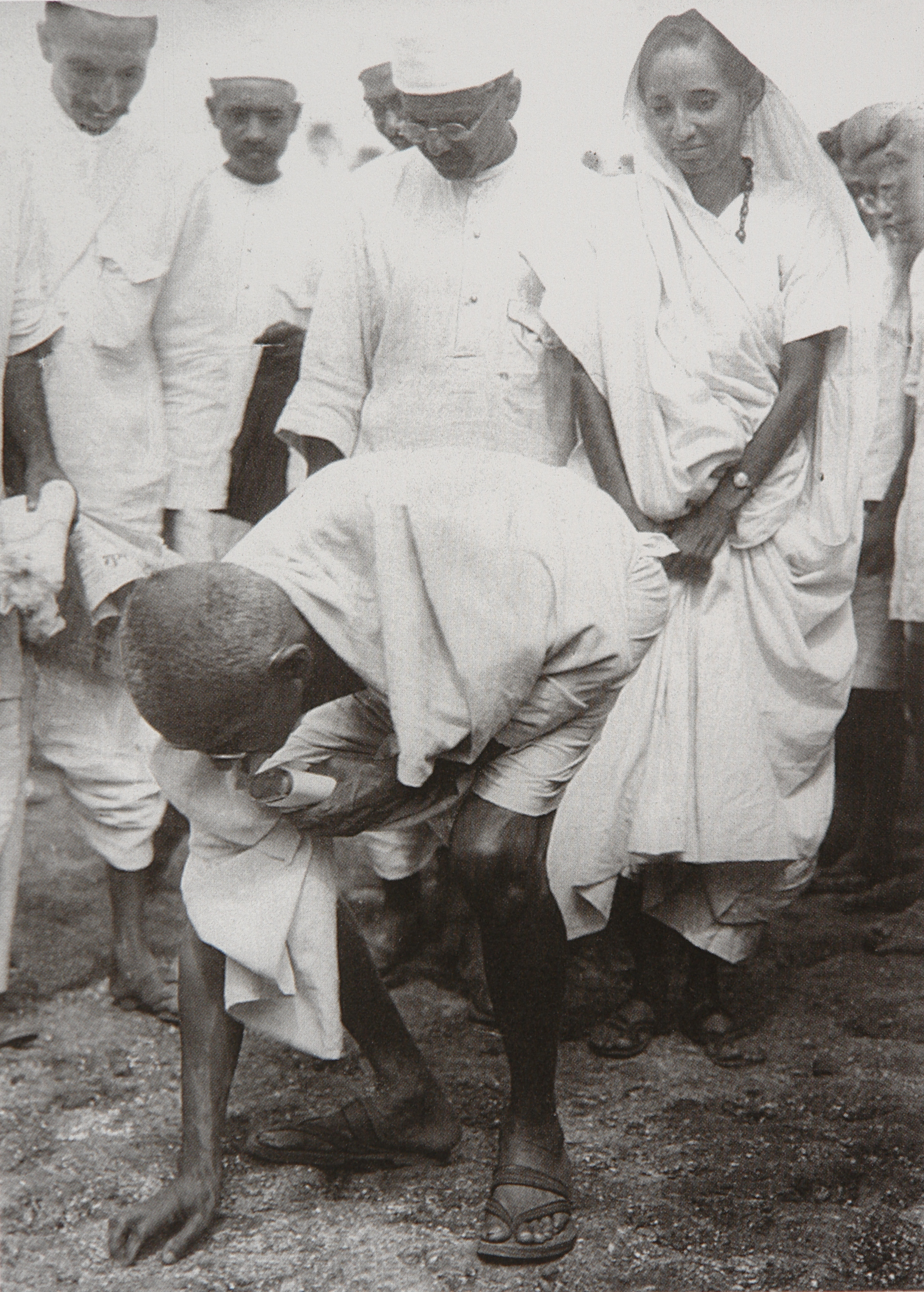
Gandhi en 1930.

D'après Romain Rolland, Maître et Serviteur (1895) est une œuvre de transition entre ses drames antérieurs et Résurrection. C'est l'histoire « d'un maître sans bonté et d'un serviteur résigné » qui sont surpris dans la steppe par une nuit de tourmente de neige et qui finissent par s'égarer. Le maître Vassili fuit d'abord, abandonnant Nikita son serviteur puis, pris de remords, il revient, se jette sur lui pour le réchauffer et le sauve. « Nikita vit, s'exclame-t-il ; je suis donc vivant, moi. » Il découvre ainsi la liberté dans la mort.
De son livre Résurrection, il se dégage « le sentiment de l'écrasante fatalité » pesant sur tous, victimes et bourreaux. Tolstoï prête ses idées à son héros Nekhloudov, prince riche et considéré, devant épouser une jeune femme qui l'aime et qui ne lui déplaît pas. Mais il rejette cette vie toute tracée, sa position sociale, abandonnant tout pour épouser une prostituée. Il continuera à se mortifier, même quand il apprend que sa femme, la Maslova, continue à se livrer à la débauche. Il veut à tout prix réparer une faute ancienne mais « Nekhloudov n'a rien d'un héros de Dostoïevski.» Ce n'est qu'un homme ordinaire et médiocre, « le héros habituel de Tolstoï. »
À partir des années 1900, Tolstoï combat les évolutions qu'il constate dans la société russe. D'abord les libéraux dont les idées lui paraissent dangereuses, qui parlent du peuple sans rien en savoir, « peuple, volonté du peuple. Eh, que savent-ils du peuple ? » Le socialisme n'est pas mieux loti, son but étant « la satisfaction des besoins les plus bas de l'homme : son bien-être matériel. » 
Lui croit à un nouveau christianisme « basé sur l'égalité et la vraie liberté. (La fin d'un monde) » Il se bat pour ses idées, pour que la terre appartienne à ceux qui la travaillent, défend ce qu'il nomme le principe de non résistance, « ne t'oppose pas au mal par le mal » écrit-il à un ami en 1900. Cette conception chrétienne le rapproche de Gandhi qui prône une non violence active. Il souffre pour ceux qui mettent en pratique ce précepte et sont persécutés par le pouvoir tsariste.
Tolstoï quitta brusquement Iasnaïa Poliana le 28 octobre 1910 vers cinq heures du matin avec le docteur Makovitsky. Il passe au monastère d'Optina, puis va voir sa sœur Marie au monastère de Chamordino. Ils en repartent pour se diriger vers Kozelsk où demeure Alexandra mais s'arrêtent à la gare d’Astapovo. C’est là qu’il meurt en répétant : « Il y a sur terre des millions d’hommes qui souffrent ; pourquoi êtes-vous là tous à vous occuper du seul Léon Tolstoï ? »

## Bibliographie

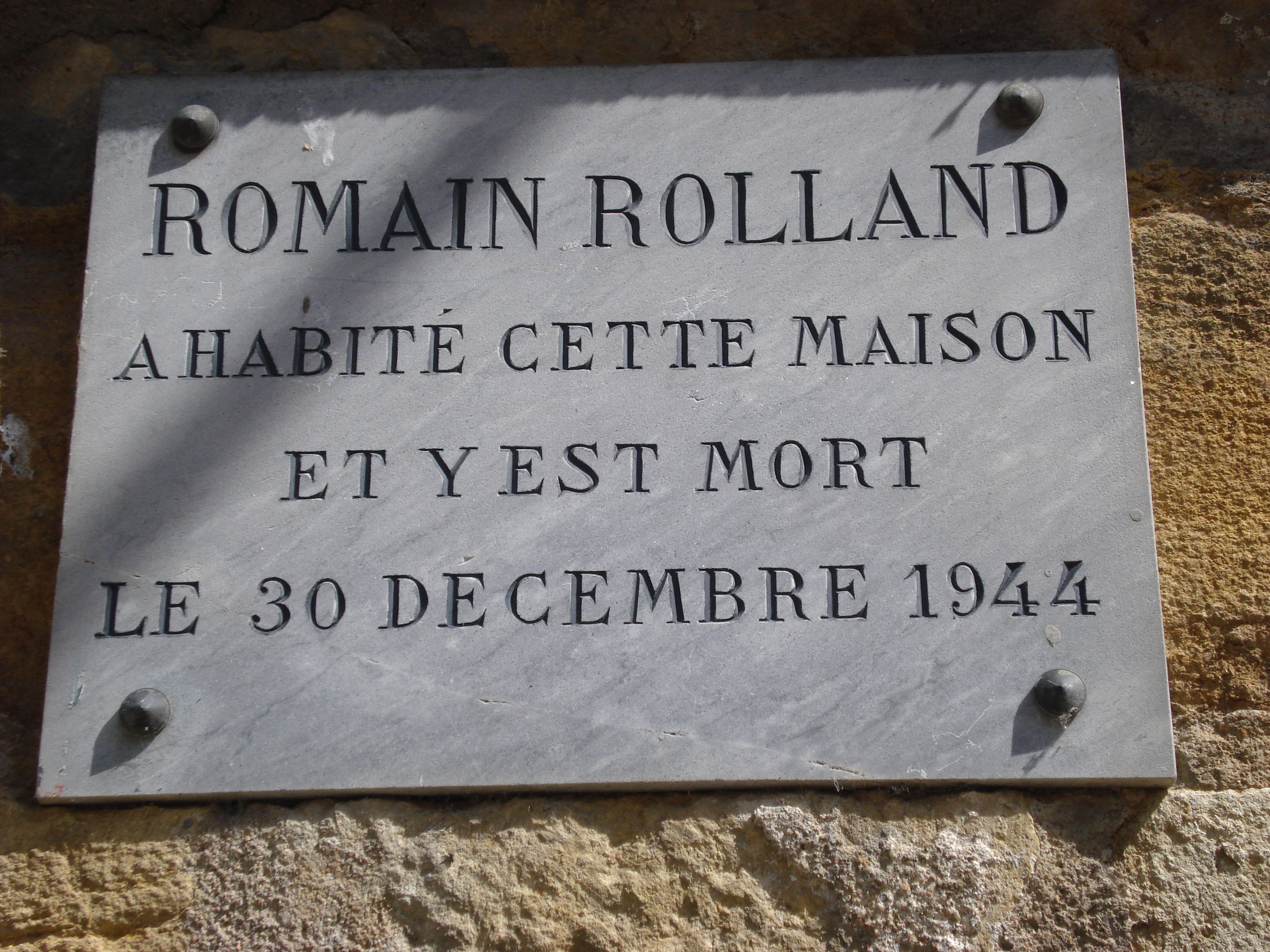
Plaque sur la maison de Vézelay où Romain Rolland a vécu de 1938 à 1944